# Сосновка (Сахалинская область)
Сосно́вка — село в городском округе «Долинский» Сахалинской области России.

## Этимология
Село названо по его расположению в сосновом бору.

## География
Находится на берегу реки Найба, на расстоянии 8 км от города Долинск, административного центра округа.

## Население
| 2002 | 2010 | 2013 | 2021 |
| ---- | ---- | ---- | ---- |
| 378  | ↘262 | ↘249 | ↘217 |

### Половой состав
Согласно результатам переписи 2002 года, в селе проживало 378 человек (176 мужчин и 202 женщины).

### Национальный состав
Согласно результатам переписи 2002 года, в национальной структуре населения русские составляли 85 % из 378 чел.

## Улицы
- ул. Вокзальная,
- ул. Карьерная,
- ул. Новая.